# Hillsfär

Ett konturdiagram som visar gravitationspotentiallinjer för ett tvåkropparssystem. Hillsfärerna är de cirkelformade områdena runt de båda stora massorna.

En Hillssfär är volymen kring en himlakropp (till exempel en planet) där kroppen gravitationellt dominerar attraktionen av satelliter, över andra större himlakroppar (till exempel en stjärna) som den själv befinner sig i en omloppsbana runt. För att en planet ska behålla en måne måste månen således ha en bana som ligger inom planetens Hillsfär. Månen har i sin tur en egen Hillsfär och varje objekt inom detta avstånd skulle tendera att bli satelliter till månen (submånar), snarare än till själva planeten.

## Beskrivning
Hillsfären approximerar den gravitationella sfär där den har större gravitationellt inflytande på ett mindre objekt jämfört med ett annat större objekt. Detta definierades av den amerikanska astronomen George William Hill, baserat på arbete av den franska astronomen Édouard Roche. Av denna anledning kallas Hillsfären även för Rochesfären . 
Som illustration kan vi betrakta det specifika fallet med planeten Jupiter som kretsar kring solen. För varje punkt i rymden kan man beräkna summan av följande tre krafter:
- gravitation på grund av solen,
- gravitation på grund av Jupiter,
- centrifugalkraften som upplevs av en partikel som vid en sådan punkt rör sig med samma frekvens som Jupiter runt solen.

Hillsfären för Jupiter är det största området, med Jupiter i centrum, där summan av de tre krafterna alltid är riktade mot Jupiter. I mer allmänna termer är det sfären runt en sekundär kropp i en bana runt en primär kropp inom vilken nettokraften är en centripetalkraft riktad mot sekundärkroppen. Därmed beskriver Hillsfären i vårt exempel den yttre gränsen där ett ännu mindre objekt, exempelvis en måne eller konstgjord satellit, kan befinna sig i en stabil omloppsbana runt Jupiter, snarare än att bara hamna i en egen elliptisk bana runt solen.
Hillsfären sträcker sig mellan lagrangepunkterna L1 och L2 som ligger längs linjen genom de två kropparnas centrum. Regionen av gravitationell dominans för den andra kroppen är minst i den riktningen och fungerar därmed som den begränsande faktorn för storleken på Hillsfären. Bortom det avståndet skulle ett tredje objekt i en bana runt det andra (till exempel Jupiter) tillbringa åtminstone en del av sin omloppsbana utanför Hillsfären och skulle successivt störas av tidvattenkrafterna från det centrala objektet (till exempel solen) och så småningom lägga sig i en bana direkt runt detta.
Rochesfären bör inte förväxlas med Rocheloben och Rochegränsen som också beskrevs av Roche. Rochegränsen är det avstånd som ett objekt som hålls samman enbart av tyngdkraften börjar brytas upp på grund av tidvattenkrafter. Rocheloben beskriver de gränser där ett föremål som ligger i omloppsbana runt två objekt kommer att fångas in av det ena eller det andra.

## Formler och exempel
Om massan på den mindre kroppen (t. ex. jorden) är m och det befinner sig i en bana runt ett tyngre kropp (till exempel solen) med massan M och med en halv storaxel a och en excentricitet e blir radien r på Hillsfären för den mindre kroppen cirka 
{\displaystyle r\approx a(1-e){\sqrt[{3}]{\frac {m}{3M}}}}
Om excentriciteten är försumbar (det mest gynnsamma fallet för stabilitet i banan) blir detta
{\displaystyle r\approx a{\sqrt[{3}]{\frac {m}{3M}}}}
I exemplet med jorden(5,97 × 10 24 kg) kretsar jorden runt solen (1,99 × 10 30 kg) på ett avstånd av 149,6 miljoner km. Hillsfären för jorden sträcker sig alltså ut till cirka 1,5 miljoner km (0,01 AU). Månens omloppsbana, på ett avstånd av 0,384 miljoner km från jorden, befinner sig alltså med god marginal inom området för jordens Hillsfär och riskerar därför inte att dras in i en oberoende bana runt solen. Räknat i omloppstid måste alla stabila satelliter runt jorden ha en omloppstid kortare än 7 månader.
Den tidigare formeln (där excentricitet ignoreras) kan skrivas om som följer:
{\displaystyle 3{\frac {r^{3}}{a^{3}}}\approx {\frac {m}{M}}}
Detta uttrycker förhållandet när det gäller volymen på Hillsfären jämfört med volymen på den andra kroppens bana runt den första. Mer specifikt är förhållandet av massorna tre gånger förhållandet mellan dessa båda sfärer.
Ett snabbt sätt att uppskatta radien på Hillsfären kan göras genom att ersätta massan med tätheten i ovanstående ekvation:
{\displaystyle {\frac {r}{R_{sek}}}\approx {\frac {a}{R_{prim}}}{\sqrt[{3}]{\frac {\rho _{sek}}{3\rho _{prim}}}}\approx {\frac {a}{R_{prim}}}}
där {\displaystyle \rho _{prim}} och {\displaystyle \rho _{sek}} är tätheterna på den primära respektive sekundära kroppen och {\displaystyle {\frac {r}{R_{prim}}}} och {\displaystyle {\frac {r}{R_{sek}}}} är deras radier. Den andra approximationen motiveras av det faktum att för de flesta fall i solsystemet råkar {\displaystyle {\sqrt[{3}]{\frac {\rho _{sek}}{3\rho _{prim}}}}} vara nära ett (Jorden-månen är det största undantaget). Detta är bekvämt eftersom många forskare inom planetär astronomi arbetar med och minns avstånd i enheter av planeters radier.

### Den egentliga regionen med stabilitet
Hillsfären är i praktiken bara en approximation och andra krafter (såsom strålningstryck eller Jarkovski-effekten) kan så småningom kan störa ett föremål ut ur sfären. Detta tredje objektet bör också ha en så pass liten massa att inga ytterligare komplikationer uppstår på grund av dess egen gravitation. Detaljerade numeriska beräkningar visar att banor vid eller precis inom Hillsfären inte är stabila på lång sikt; Det verkar som att stabila satellitbanor bara finns inom 1/2 till 1/3 av Hillradien. Regionen av stabilitet för retrograd omloppsbana på stort avstånd från den primära kroppen är större än området för direkt omloppsbana på stort avstånd från den primära kroppen. Detta ansågs förklara övervikten av retrograda månar kring Jupiter, dock har Saturnus en jämnare blandning av månar med retrograd och direkt rörelse varför orsakerna tycks vara mer komplicerade .

### Fler exempel
En astronaut kan inte kretsa runt sin Space Shuttle (med en massa på 104 ton) där banan är 300 km ovanför jorden, eftersom Hillsfären bara är 120 cm i radie vilket är mycket mindre än rymdfärjan själv. I själva verket måste under alla sfäriska objekt i en låg omloppsbana kring jorden (där rymdfärjorna färdas) ha en densitet omkring 800 gånger större än bly för att rymmas i sin egen Hillsfär, annars kommer objektet inte kunna stödja en omloppsbana. En sfärisk satellit i geostationär omloppsbana skulle behöva mer än 5 gånger större densitet än bly för att stödja egna satelliter, detta motsvarar 2,5 gånger osmiums densitet, det tyngsta naturligt förekommande grundämnet på jorden. Endast vid två gånger det geostationära avståndet kan en sfär av bly möjligen stödja sin egen satellit. Eftersom månen är mer än tre gånger längre bort än det avstånd som behövs för månens densitet (3 gånger det geostationära avståndet) är omloppsbanor runt månen möjliga.
Inom solsystemet är planeten med den största Hillradien Neptunus med 116 miljoner km (0,775 AU). Det stora avståndet från solen kompenserar mer än väl för den låga massan i förhållande till Jupiter (vars Hillradie är 53 miljoner km). En asteroid från asteroidbältet kan ha en Hillsfär på upp till 220 000 km (för 1 Ceres), men detta minskar snabbt med massan på asteroiden. För asteroiden (66391) 1999 KW₄, en merkuriuskorsande asteroid som har månen (S/2001 (66391) 1), är Hillsfären endast 22 km i radie.

## Härledning
En icke-strikt, men begreppsmässigt korrekt härledning av Hillradien kan göras genom att jämställa omloppshastigheten av ett objekt runt en tyngre kropp (till exempel en planet) och omloppshastigheten av planeten runt värdstjärnan. Detta är den radie där gravitationskraften från stjärnan ungefär lika stor som den från planeten. 
{\displaystyle \Omega _{planet}=\Omega _{\star }}
{\displaystyle {\sqrt {\frac {GM_{planet}}{R_{H}^{3}}}}={\sqrt {\frac {GM_{\star }}{a^{3}}}}}
Där {\displaystyle R_{H}} är Hillradien och a är den halva storaxeln för planeten som kretsar runt stjärnan. Med grundläggande algebra:
{\displaystyle {\frac {M_{planet}}{R_{H}^{3}}}={\frac {M_{\star }}{a^{3}}}}
Vilket ger en Hillradie på:
{\displaystyle R_{H}=a\left({\frac {M_{planet}}{M_{\star }}}\right)^{1/3}}

## Solsystemet
Nedanstående diagram visar radierna (i kilometer) på Hillsfärerna för några kroppar i solsystemet: